# James C. Liao

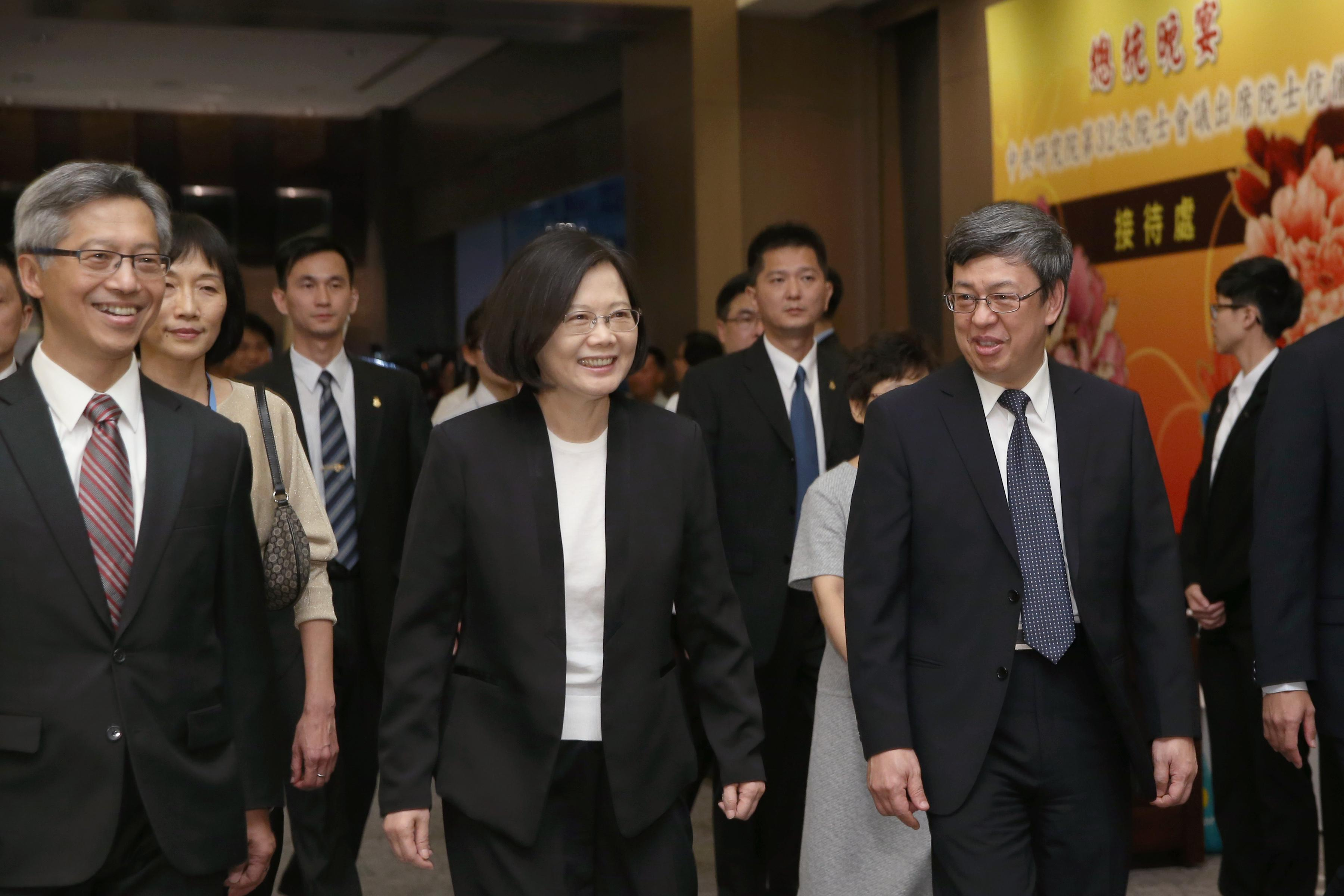
James C. Liao (links)

James C. Liao (chinesisch 廖俊智, Pinyin Liào Jùnzhì; * 1958 in Taiwan) ist ein Parsons Foundation Professor am Department of Chemical and Biomolecular Engineering an der University of California, Los Angeles. Er wurde am 3. Juni 2016 von Präsidentin Tsai Ing-wen zum Präsidenten der Academia Sinica Taiwans bestimmt.
Liao studierte an der National Taiwan University mit dem Bachelor-Abschluss 1980 und wurde 1987 bei Edwin N. Lightfoot an der University of Wisconsin-Madison promoviert. 1987 bis 1989 forschte er bei Eastman Kodak. Ab 1990 war er Assistant Professor und 1993 Associate Professor für Chemieingenieurwesen an der Texas A&M University. 1997 wurde er Professor für Chemieingenieurwesen und Biomolekulare Technologie an der University of California, Los Angeles.
2014 erhielt er den NAS Award for the Industrial Application of Science für die Produktion höherer Alkohole als Biotreibstoff aus Zucker, Zellulose, Proteinabfällen oder Kohlendioxid (Laudatio). Er ist ein Mitglied der National Academy of Sciences und der National Academy of Engineering der Vereinigten Staaten. 2024 wurde er zum Mitglied der European Molecular Biology Organization gewählt.
Er hat sowohl die taiwanesische als auch die US-amerikanische Staatsbürgerschaft.